# Adelaide Bartlett
Adelaide Bartlett (Orléans, 1855 – ...) fu la protagonista di un famoso processo che trattò il cosiddetto "Pimlico Mystery", il mistero di Pimlico, una zona centrale di Londra dove avvenne il presunto avvelenamento del marito Thomas Edwin Bartlett (1845–1886). Nel dibattimento non si riuscì a dimostrare l'imputazione di omicidio e quindi l'accusata fu assolta per insufficienza di prove .

## Biografia
Nata a Orléans da uno sconosciuto nobile francese  e da madre inglese, Adelaide, ancora adolescente, visse presso gli zii materni a Kingston upon Thames dove incontrò Edwin Bartlett ricco proprietario di drogherie che, nonostante l'ostilità del padre, la sposò nell'aprile del 1875 quando la giovane aveva 20 anni.
Il matrimonio mostrò fin dall'inizio delle anomalie: Edwin si propose di non avere alcun rapporto sessuale con la moglie che spedì fuori dal paese a completare la sua educazione quasi volesse aggiungere, per renderla perfetta, alla bellezza della giovane la cultura. Quando nel 1877 la coppia si riunì Adelaide ebbe modo di soddisfare le sue necessità con una relazione con il fratello di Edwin, Frederick che venne successivamente allontanato in America. Che vi fossero stati questi rapporti sessuali al processo fu sostenuto dal padre di Edwin ma non si trovarono prove concrete del fatto. Fu sicuramente il suocero invece, come riferì ai giudici Adelaide, a spingere il figlio a un solo unico incontro sessuale con la moglie allo scopo di generare un figlio che però morì al momento del parto. Dopo quell'unico rapporto Edwin continuò a tenersi lontano sessualmente dalla moglie alla quale procurò invece una relazione con un prete metodista, George Dyson, incaricato di dare lezioni quotidiane di greco e di latino e di fare sesso con la giovane sotto gli occhi del marito.
Nel 1885 la coppia si era stabilita in un appartamento a Pimlico, nel centro di Londra dove Edwin cominciò ad ammalarsi accusando dolori alle gengive e all'intestino. Il medico che lo curava sospettò un avvelenamento da ingestione di mercurio anche se era poco probabile che Edwin avesse ingerito quella sostanza allora usata solo per curare i casi di sifilide. Adelaide per dare sollievo ai dolori del marito facendolo dormire incaricò Dyson di acquistare del cloroformio.
Il mattino del 1 gennaio 1886 Adelaide rinvenne il marito privo di vita nel suo letto. L'autopsia accertò che la morte era dovuta all'ingestione di una eccessiva quantità di cloroformio.
Durante il processo Adelaide fu sospettata di aver somministrato il cloroformio al marito ma la sua difesa dimostrò che, poiché la sostanza è urticante, avrebbe potuto essere somministrata solo se Edwin fosse stato prima addormentato con l'aspirazione del cloroformio che poi, quando fosse stato privo di coscienza, gli si sarebbe fatto ingerire ma, in questo caso, vi dovevano essere tracce sia nella trachea che nei polmoni che invece non ne presentavano. La giuria sebbene dichiarasse i suoi sospetti sull'imputata la giudicò non colpevole per insufficienza di prove. Dopo la chiusura del processo, che ebbe grande rilievo presso l'opinione pubblica, non si ebbe più alcuna notizia su Adelaide Bartlett sulla cui vita successiva agli avvenimenti si avanzarono non provate ricostruzioni.